# District Ozjorski
Het district Ozjorski (Russisch: Озёрский район; [Ozjorski rajon]) is een district (rajon) van de Russische oblast Kaliningrad. Het bestuurlijk centrum is de stad Ozjorsk (vroeger bekend als Darkehmen). Het district had 17.239 inwoners bij de Russische volkstelling van 2002.
Het district ligt in het zuidoosten van de oblast, aan de grens met Polen en is dunbevolkt. Door het district stroomt de rivier de Angrapa. Het gebied wordt gekenmerkt door bossen en steppe-weilanden. De economie is gecentreerd rond de landbouw. Er lopen geen belangrijke wegen of spoorwegen door het district en het openbaar vervoer wordt verricht door autobussen en marsjroetkas.